# 콩고 인민공화국
콩고 인민공화국(프랑스어: République populaire du Congo)은 1970년, 콩고 공화국에서 설립된 사회주의 국가이다. 콩고 노동당(프랑스어: Parti congolais du travail, PCT) 이 이끄는 이 국가는 1991년까지 존속했으며, 같은 해 국가 명을 바꾼 콩고 노동당 정권은, 1990년대 아프리카를 휩쓴 복수정당제 개혁의 물결 속에 소멸하였다.

## 인구 통계
1988년 콩고인민공화국의 인구는 2,153,685명이었다. 15개의 다른 민족 집단이 존재하고 있었으나, 대부분은 콩고인, 상가인 (Sangha people), 음보치인 (Mbochi people), 테케인 (Teke people) 이었다. 8,500명의 유럽인도 존재했는데, 대부분은 프랑스 혈통이었다. 프랑스어가 공용어였으나, 그 밖에 콩고어와 링갈라어도 인정되는 언어로 되어 있었다. 인구의 대부분은 브라자빌 같은 도시 지역에 거주하고 있었으며, 문해율은 80%였으나, 유아 사망률은 높았다.

## 역사

콩고 인민 공화국군 군기 (1970년-1992년).

콩고 인민 공화국 문장 (1970년-1992년).

콩고 인민 공화국은 정부를 전복시킨 좌익 과격파에 의해 조직된 쿠데타의 성공 이후, 브라자빌에서 선언되었다. 마리앵 응구아비 (Marien Ngouabi) 가 국가 원수 지위에 올랐으며, 쿠데타 2년 후 국가를 사회주의 국가로 바꾸었다. 국회의 폐지 후, 응구아비는 콩고 노동당 (PCT)로 알려진 마르크스-레닌주의 정당을 결성하였고, 당은 새로 성립된 사회주의 국가의 단일 정당이 되었다. 응구아비는 1977년 암살되었다.
다른 아프리카 공산주의 국가와 마찬가지로 콩고 인민 공화국은 소비에트 연방, 동구권 국가와 긴밀한 관계를 맺었으며, 이 연합 관계는 1977년 응구아비의 사후에도 강하게 지속되었다. 콩고 노동당 정권은 또한 프랑스와도 긴밀한 관계를 유지하였다. 1991년 중반, 주권 국가 회의는 인민 (populaire) 을 국가 정식 명칭에서 제거하였고, 한편 콩고 노동당 정권 하에서 사용되었던 국기와 국가도 변경하였다. 주권 국가 회의는 콩고 노동당 정권을 끝내고, 과도 정부 총리 앙드레 밀롱고 (André Milongo) 에게 행정 권력을 부여하였다. 드니 사수 응게소 대통령은 과도기의 의례적인 조직 동안 지위에 머무는 것이 허용되었다.

## 같이 보기
- 냉전